# Frocourt
Cet article possède un paronyme, voir Vrocourt.
Frocourt est une commune française située dans le département de l'Oise en région Hauts-de-France.

## Géographie

### Description
Frocourt est un village périurbain du beauvais situé à 6 kilomètres au sud de Beauvais, 25 km au nord-est de Gisors, 37 km au nord de Pontoise et 24 km à l'ouest de Clermont.
Son territoire est traversé par la déviation de la Route nationale 31, une voie express sur laquelle il dispose d'un diffuseur, et tangenté par l'ancienne route nationale 327 (actuelle RD 927).
À une altitude de 136 mètres, le territoire de la commune s'étend sur 644 hectares. Le village est situé au pied d'un coteau crayeux.

### Communes limitrophes
| Saint-Martin-le-Nœud |          | Allonne       |
|                      | Frocourt | Saint-Sulpice |
| Berneuil-en-Bray     |          | Auteuil       |

### Hydrographie

#### Réseau hydrographique
La commune est située dans le bassin Seine-Normandie. Elle est drainée par le ru de Berneuil, la Serpentine, le cours d'eau 02 de la commune de Berneuil-en-Bray, le fossé 01 de la commune de Frocourt, le fossé 01 de la commune de Saint-Martin-le-Noeud, le fossé 02 de la commune de Frocourt et le fossé du Bois de l'Equipe,,.
Le ru de Berneuil, d'une longueur de 12 km, prend sa source dans la commune de Berneuil-en-Bray et se jette  dans le Thérain à Allonne, après avoir traversé trois communes.

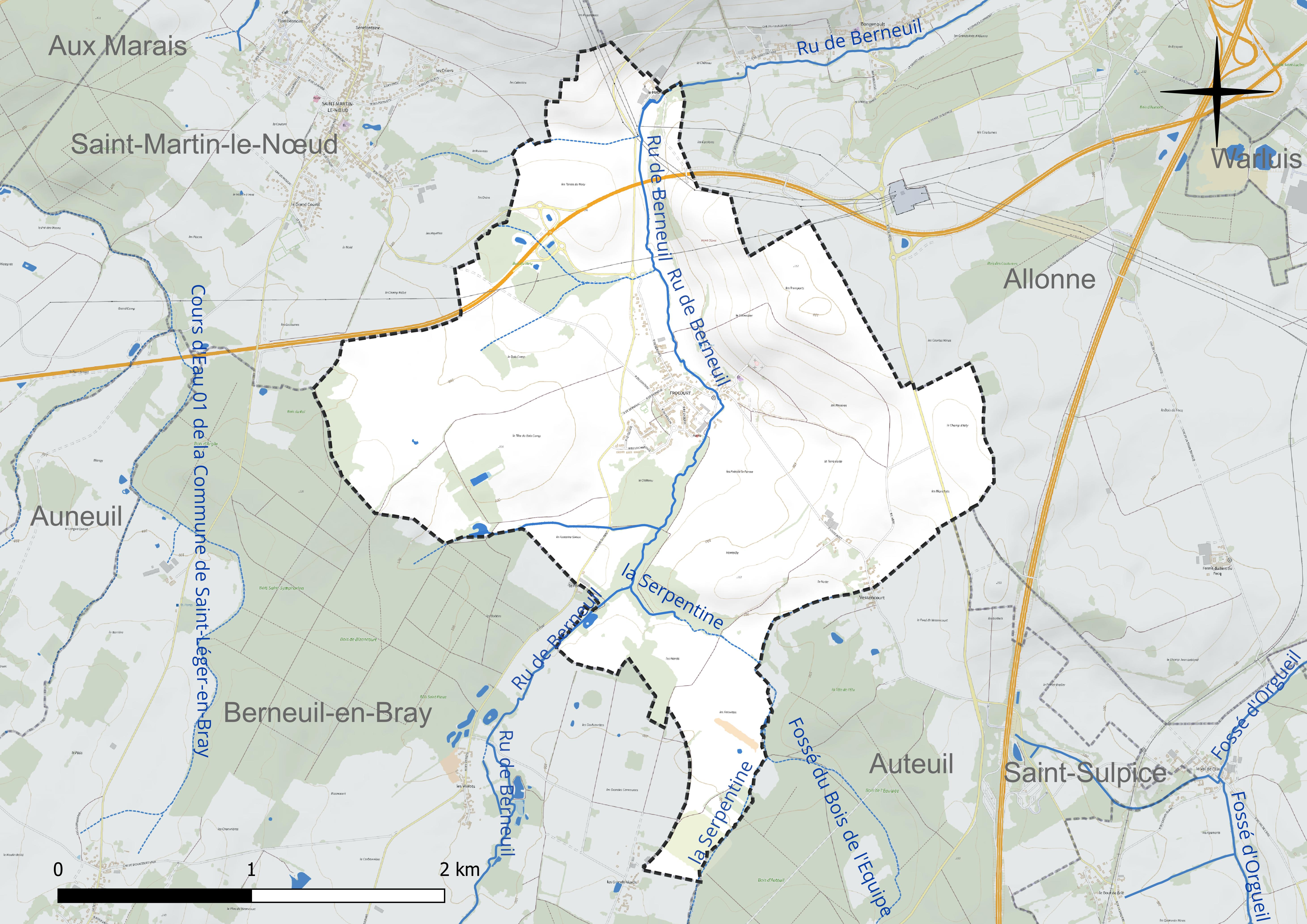
Réseau hydrographique de Frocourt.

#### Gestion et qualité des eaux
Le territoire communal est couvert par le schéma d'aménagement et de gestion des eaux (SAGE) « Sensée ». Ce document de planification concerne un territoire de 1 219 km2 de superficie, délimité par le bassin versant du Thérain. Le périmètre a été arrêté le 27 janvier 2023 et le SAGE proprement dit est, en 2024, en cours d'élaboration. La structure porteuse de l'élaboration et de la mise en œuvre est le syndicat intercommunal de la Vallée du Thérain (SIVT).
La qualité des cours d'eau peut être consultée sur un site dédié géré par les agences de l'eau et l'Agence française pour la biodiversité.

### Climat
Pour des articles plus généraux, voir Climat des Hauts-de-France et Climat de l'Oise.
En 2010, le climat de la commune est de type climat océanique dégradé des plaines du Centre et du Nord, selon une étude du CNRS s'appuyant sur une série de données couvrant la période 1971-2000. En 2020, Météo-France publie une typologie des climats de la France métropolitaine dans laquelle la commune est exposée à un climat océanique et est dans une zone de transition entre les régions climatiques « Sud-ouest du bassin Parisien » et « Nord-est du bassin Parisien ».
Pour la période 1971-2000, la température annuelle moyenne est de 10,5 °C, avec une amplitude thermique annuelle de 14,4 °C. Le cumul annuel moyen de précipitations est de 719 mm, avec 11,6 jours de précipitations en janvier et 8,3 jours en juillet. Pour la période 1991-2020, la température moyenne annuelle observée sur la station météorologique la plus proche, située sur la commune de Tillé à 9 km à vol d'oiseau, est de 11,0 °C et le cumul annuel moyen de précipitations est de 655,5 mm,. Pour l'avenir, les paramètres climatiques de la commune estimés pour 2050 selon différents scénarios d'émission de gaz à effet de serre sont consultables sur un site dédié publié par Météo-France en novembre 2022.

### Paysages

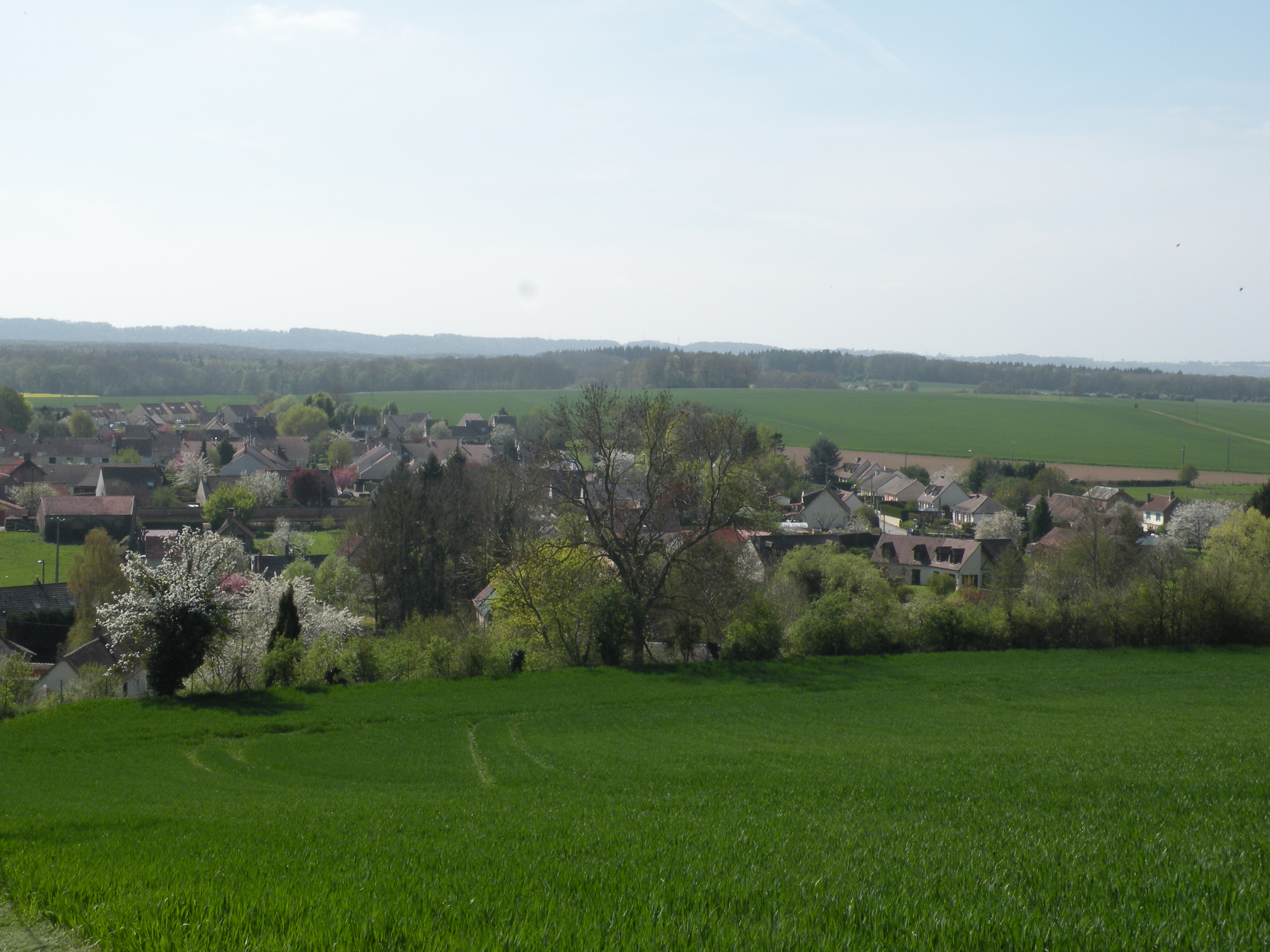
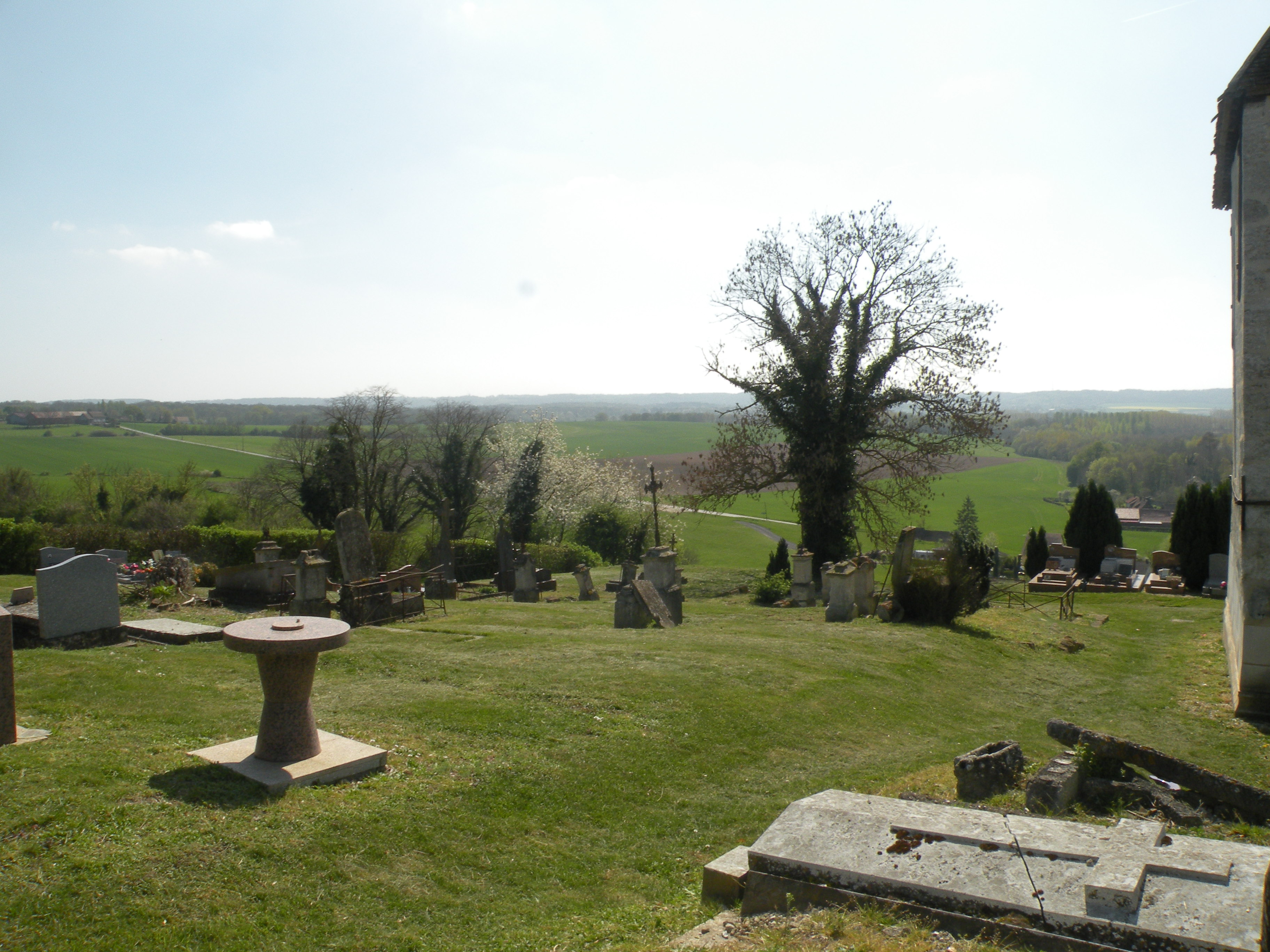
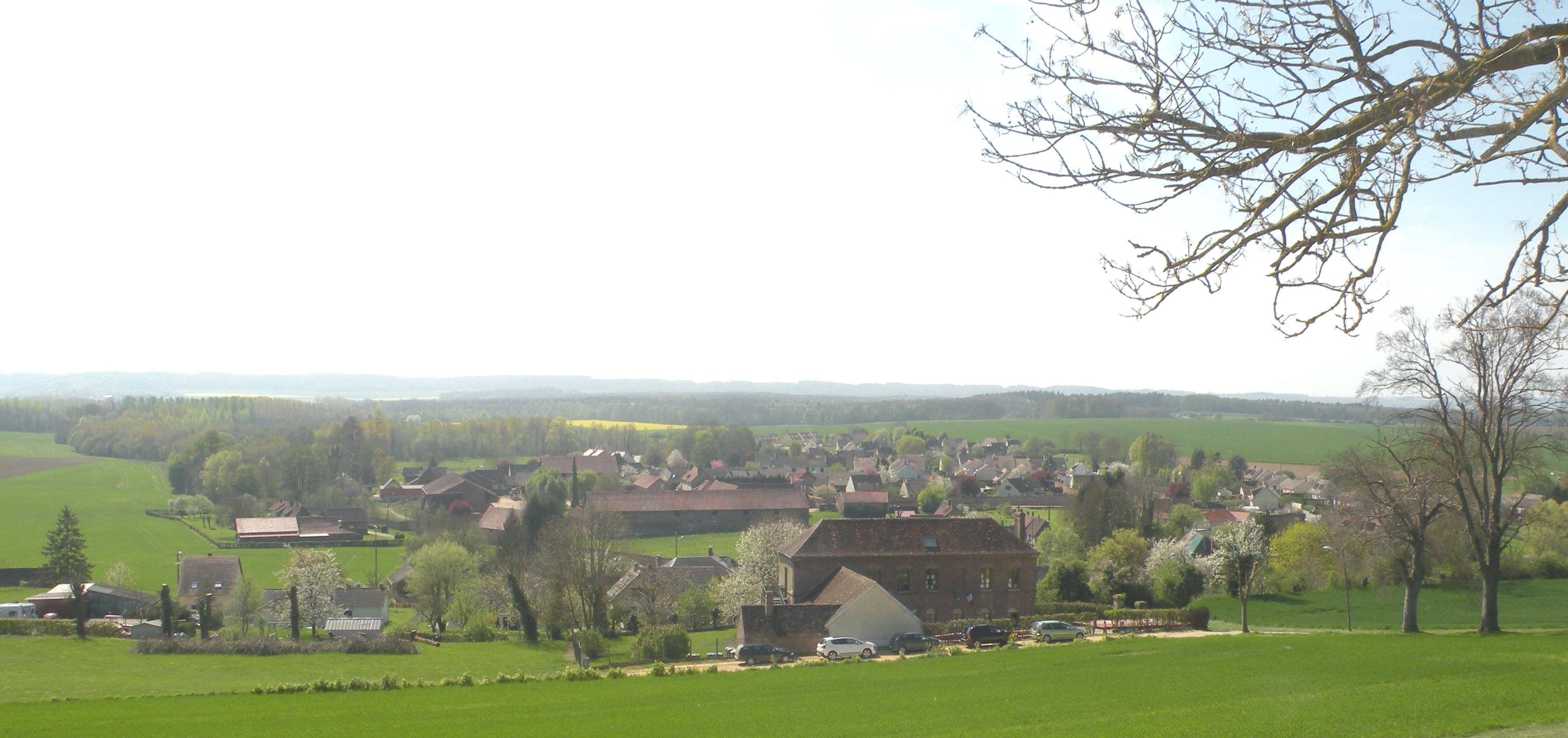

## Urbanisme

### Typologie
Au 1er janvier 2024, Frocourt est catégorisée commune rurale à habitat dispersé, selon la nouvelle grille communale de densité à sept niveaux définie par l'Insee en 2022.
Elle est située hors unité urbaine. Par ailleurs la commune fait partie de l'aire d'attraction de Beauvais, dont elle est une commune de la couronne,. Cette aire, qui regroupe 162 communes, est catégorisée dans les aires de 50 000 à moins de 200 000 habitants,.

### Occupation des sols
L'occupation des sols de la commune, telle qu'elle ressort de la base de données européenne d'occupation biophysique des sols Corine Land Cover (CLC), est marquée par l'importance des territoires agricoles (87,6 % en 2018), en diminution par rapport à 1990 (88,7 %). La répartition détaillée en 2018 est la suivante : 
terres arables (64,3 %), prairies (23,3 %), forêts (7,9 %), zones urbanisées (4,5 %). L'évolution de l'occupation des sols de la commune et de ses infrastructures peut être observée sur les différentes représentations cartographiques du territoire : la carte de Cassini (XVIIIe siècle), la carte d'état-major (1820-1866) et les cartes ou photos aériennes de l'IGN pour la période actuelle (1950 à aujourd'hui).

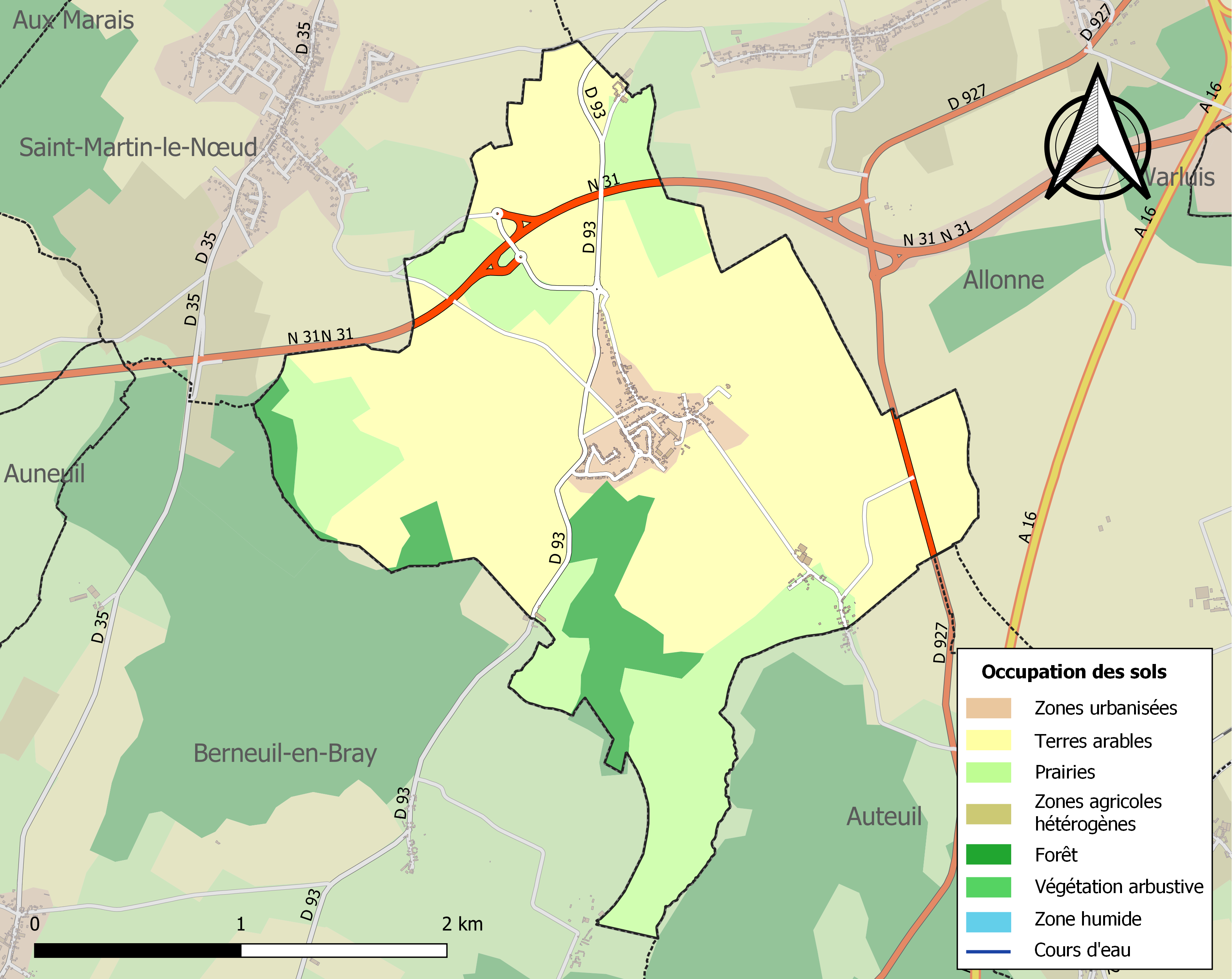
Carte des infrastructures et de l'occupation des sols de la commune en 2018 (CLC).

### Lieux-dits, hameaux et écarts
Le hameau de Vessencourt est partagé entre Auteuil et Frocourt.

### Habitat et logement
En 2019, le nombre total de logements dans la commune était de 205, alors qu'il était de 195 en 2014 et de 186 en 2009.
Parmi ces logements, 95,6 % étaient des résidences principales, 2,4 % des résidences secondaires et 1,9 % des logements vacants. Ces logements étaient pour 99,6 % d'entre eux des maisons individuelles et pour 0 % des appartements.
Le tableau ci-dessous présente la typologie des logements à Frocourt en 2019 en comparaison avec celle de l'Oise et de la France entière. Une caractéristique marquante du parc de logements est ainsi une proportion de résidences secondaires et logements occasionnels (2,4 %) comparable  à celle du département (2,4 %) mais inférieure à celle de la France entière (9,7 %). Concernant le statut d'occupation de ces logements, 89 % des habitants de la commune sont propriétaires de leur logement (91,6 % en 2014), contre 61,4 % pour l'Oise et 57,5 pour la France entière.
| Typologie                                               | Frocourt | Oise | France entière |
| ------------------------------------------------------- | -------- | ---- | -------------- |
| Résidences principales (en %)                           | 95,6     | 90,4 | 82,1           |
| Résidences secondaires et logements occasionnels (en %) | 2,4      | 2,4  | 9,7            |
| Logements vacants (en %)                                | 1,9      | 7,1  | 8,2            |

### Voies de communication et transports
La commune est desservie, en 2023, par des lignes scolaires et le service de transport à la demande Corolis à la demande - Zone Centre du réseau Corolis. Elle est également desservie par les lignes 617 et 6144 du réseau interurbain de l'Oise.

## Toponymie
Le nom de la localité est attesté sous les formes Frotmarocurtis (875) ; Guiardus de Frolcurt (vers 1070) ; Guido de Froolcurt (vers 1070) ; Frotmercurt (1095) ; Frocurtis (1147) ; Frocurt (1147) ; Frocourt (1262) ; Frecourt (1300) ; apud Frocuriam (1349) ; froicourt (vers 1380) ; apud Frocort (1392) ; Frocour (1667).
La localité a été dénommée en latin Frotmaricurtis, Frotmericurtis, Frocurtis.

## Histoire

### Antiquité
Le village aurait été fondé sur l'emplacement d'une villa romaine[réf. nécessaire].

### Moyen Âge
Simon Dauvet est seigneur du lieu[Quand ?]. Il est considéré comme le premier de cette famille et était chambellan du roi Charles V.
Il a été dit que la Jacquerie au XIVe siècle a commencé à Frocourt.

### Temps modernes
François Ier y construit un château pour une de ses maîtresses, dit-on ; il est détruit à la Révolution et reconstruit après 1800, en 1831, Louis Graves  indique « C'est un ancien fort, entouré de fossés avec pont-levis. On y voit un balcon en pierre, de longues cheminées décorées de sculptures, et d'autres ornements qui caractérisent l'architecture du seizième siècle. Les armes du grand pavillon portaient trois fleurs-dé-lis et deux salamandres ».
En 1582, on cultive encore la vigne à Frocourt.
Lors des Guerres de Religion, le 17 août 1589, le sieur de Mouy, capitaine royaliste, enlève le château de Frocourt et pille le village; les ligueurs de Beauvais, pillent ensuite à nouveau le village.
La paroisse de Frocourt dépend sous l'Ancien Régime du doyenné de Mouchy[réf. nécessaire].

### Révolution française et Empire
De 1794 à 1800, le village est chef-lieu de canton[réf. nécessaire].

### Époque contemporaine
En 1831, Frocourt dispose d'une école. On y trouve un moulin à eau.

## Politique et administration

### Rattachements administratifs et électoraux

#### Rattachements administratifs
La commune se trouve depuis 1926 dans l'arrondissement de Beauvais du département de l'Oise.
Elle faisait partie depuis 1801 du canton d'Auneuil. Dans le cadre du redécoupage cantonal de 2014 en France, cette circonscription administrative territoriale a disparu, et le canton n'est plus qu'une circonscription électorale.

#### Rattachements électoraux
Pour les élections départementales, la commune fait partie depuis 2014 du canton de Beauvais-2
Pour l'élection des députés, elle fait partie de la deuxième circonscription de l'Oise.

### Intercommunalité
Frocourt a adhéré en 1999 à la  communauté de communes du Beauvaisis, dont elle était alors la dix-septième commune membre.
Il s'agissait d'un établissement public de coopération intercommunale (EPCI) à fiscalité propre créé en 2001 et auquel la commune avait transféré un certain nombre de ses compétences, dans les conditions déterminées par le code général des collectivités territoriales. Celle-ci a intégré en 2004 17 communes supplémentaires pour former à cette date la communauté d'agglomération du Beauvaisis, dont Frocourt est toujours membre, et qui s'est agrandie depuis pour compter, en 2023, 53 communes.

### Liste des maires
| Période                                  | Période                       | Identité                 | Étiquette | Qualité                                                   |
| ---------------------------------------- | ----------------------------- | ------------------------ | --------- | --------------------------------------------------------- |
| Les données manquantes sont à compléter. |                               |                          |           |                                                           |
|                                          | avant 1865                    | Etienne Rigobert Gourdin |           |                                                           |
| novembre 1865                            |                               | Georges Lagrenée         |           | Propriétaire Conseiller général d'Auneuil (1871 → ) 1889) |
| Les données manquantes sont à compléter. |                               |                          |           |                                                           |
| 1988                                     | 2002                          | André Lavarde            |           |                                                           |
|                                          | 2001                          | Marc Lainé               |           |                                                           |
| mars 2001                                | novembre 2019                 | Edmond Bailly            |           | Fonctionnaire Démissionnaire                              |
| Les données manquantes sont à compléter. |                               |                          |           |                                                           |
| mai 2020,                                | En cours (au 2 décembre 2020) | David Crevet             |           | Ancien directeur du théâtre des Poissons                  |

## Équipements et services publics

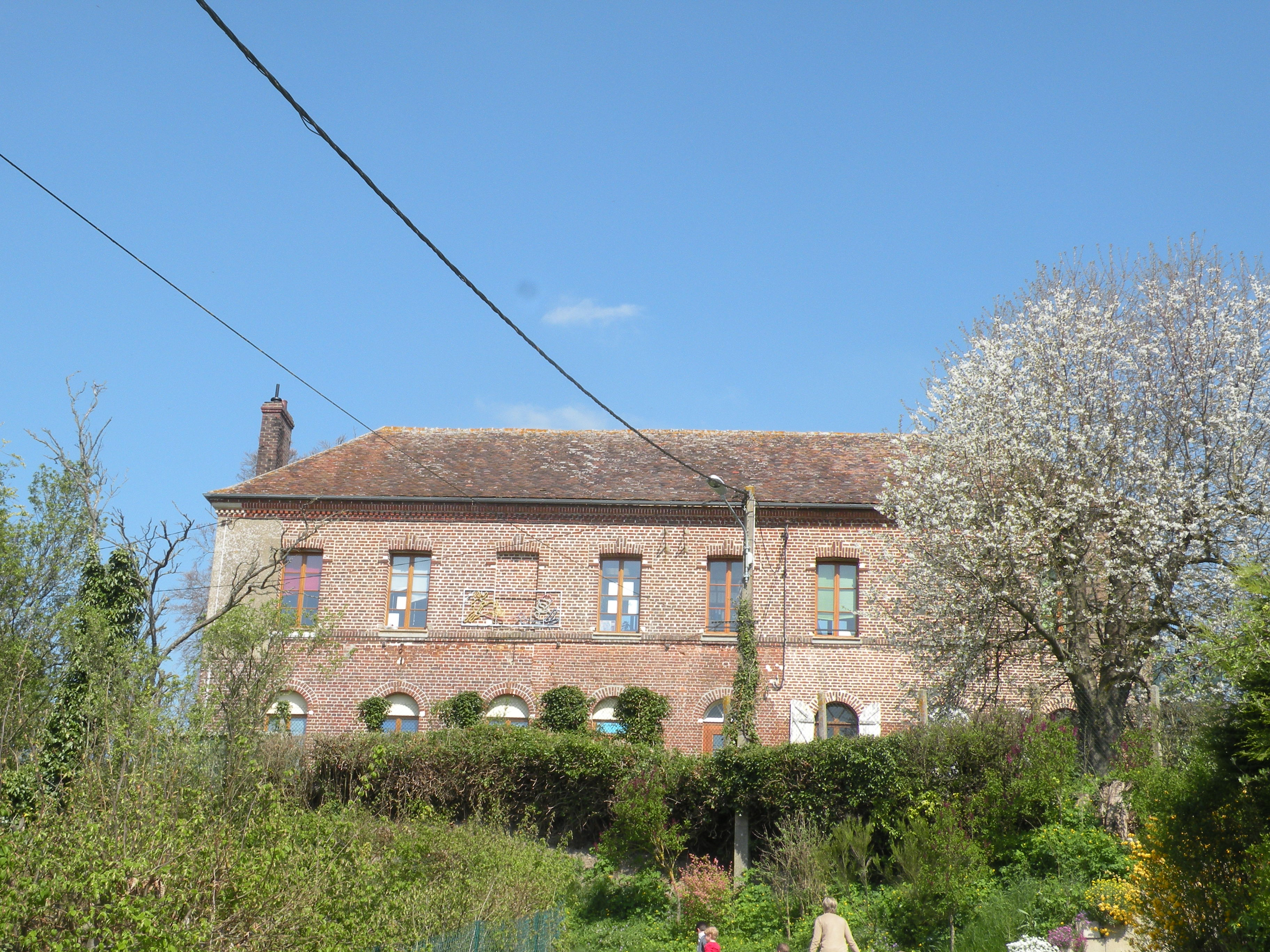
L'école en 2014.

- Les enfants de la commune sont scolarisés à l'école Georges-Lagrenée[33].
- La Maison des Jeunes et de la Jeunesse accueille les enfants et adolescents de 3 à 12 ans[33].
- Stade de foot (City Stade)

## Population et société

### Démographie

#### Évolution démographique
L'évolution du nombre d'habitants est connue à travers les recensements de la population effectués dans la commune depuis 1793. Pour les communes de moins de 10 000 habitants, une enquête de recensement portant sur toute la population est réalisée tous les cinq ans, les populations de référence des années intermédiaires étant quant à elles estimées par interpolation ou extrapolation. Pour la commune, le premier recensement exhaustif entrant dans le cadre du nouveau dispositif a été réalisé en 2007.

En 2022, la commune comptait 522 habitants, en stagnation par rapport à 2016 (Oise : +0,87 %, France hors Mayotte : +2,11 %).
| 1793 | 1800 | 1806 | 1821 | 1831 | 1836 | 1841 | 1846 | 1851 |
| ---- | ---- | ---- | ---- | ---- | ---- | ---- | ---- | ---- |
| 193  | 221  | 236  | 210  | 256  | 244  | 251  | 286  | 275  |

| 1856 | 1861 | 1866 | 1872 | 1876 | 1881 | 1886 | 1891 | 1896 |
| ---- | ---- | ---- | ---- | ---- | ---- | ---- | ---- | ---- |
| 250  | 275  | 284  | 249  | 260  | 224  | 219  | 217  | 199  |

| 1901 | 1906 | 1911 | 1921 | 1926 | 1931 | 1936 | 1946 | 1954 |
| ---- | ---- | ---- | ---- | ---- | ---- | ---- | ---- | ---- |
| 202  | 173  | 166  | 173  | 158  | 179  | 164  | 254  | 248  |

| 1962 | 1968 | 1975 | 1982 | 1990 | 1999 | 2006 | 2007 | 2012 |
| ---- | ---- | ---- | ---- | ---- | ---- | ---- | ---- | ---- |
| 177  | 171  | 186  | 300  | 534  | 514  | 510  | 509  | 529  |

| 2017 | 2022 | - | - | - | - | - | - | - |
| ---- | ---- | - | - | - | - | - | - | - |
| 523  | 522  | - | - | - | - | - | - | - |

#### Pyramide des âges
La population de la commune est relativement jeune.
En 2018, le taux de personnes d'un âge inférieur à 30 ans s'élève à 34,8 %, soit en dessous de la moyenne départementale (37,3 %). À l'inverse, le taux de personnes d'âge supérieur à 60 ans est de 19,4 % la même année, alors qu'il est de 22,8 % au niveau départemental.
En 2018, la commune comptait 256 hommes pour 263 femmes, soit un taux de 50,67 % de femmes, légèrement inférieur au taux départemental (51,11 %).
Les pyramides des âges de la commune et du département s'établissent comme suit.
| Hommes | Classe d’âge | Femmes |
| ------ | ------------ | ------ |
| 0,0    | 90 ou +      | 0,0    |
| 4,7    | 75-89 ans    | 3,5    |
| 14,9   | 60-74 ans    | 15,7   |
| 22,2   | 45-59 ans    | 21,7   |
| 25,2   | 30-44 ans    | 22,6   |
| 13,4   | 15-29 ans    | 10,4   |
| 19,5   | 0-14 ans     | 26,2   |

| Hommes | Classe d’âge | Femmes |
| ------ | ------------ | ------ |
| 0,5    | 90 ou +      | 1,4    |
| 5,5    | 75-89 ans    | 7,6    |
| 15,6   | 60-74 ans    | 16,3   |
| 20,8   | 45-59 ans    | 20     |
| 19,4   | 30-44 ans    | 19,4   |
| 17,6   | 15-29 ans    | 16,2   |
| 20,6   | 0-14 ans     | 19,1   |

### Manifestations culturelles et festivités
Le festival des Petits Poissons dans l'O, festival jeune public organisé par le théâtre des Poissons et dont la onzième édition a eu lieu en mars 2019, avant d'être suspendu en raison de la crise sanitaire engendrée par la Pandémie de Covid-19.

## Culture locale et patrimoine

### Lieux et monuments
- Église Saint-Fuscien du XIIe, XVe et XVIe siècles, bâtie en forme de T avec un chœur flamboyant[40].
- Le village comprend également un ancien presbytère reconstruit en 1782, l'un des derniers du diocèse de Beauvais antérieur à la Révolution française[41].
- Un château a été bâti vers 1850 puis démoli en 1980, à l'endroit du lotissement actuel de Fontenelle ; il restait encore des vestiges de la chapelle du château dans les années 1990. Au début du XXe siècle, il était alimenté en électricité par une turbine électrique installée dans un moulin[42].

- Le théâtre des Poissons, qui occupe la chapelle de l'ancien orphelinat de Frocourt inutilisé depuis 1952, est un lieu unique en Picardie : scène intermédiaire régionale de Picardie depuis 2006, ce théâtre propose des spectacles, des résidences d'artistes et une programmation  Jeune public[43],[44].

- Le viaduc de Frocourt, par lequel la déviation de la route nationale 31 franchit le ru de Berneuil[1]

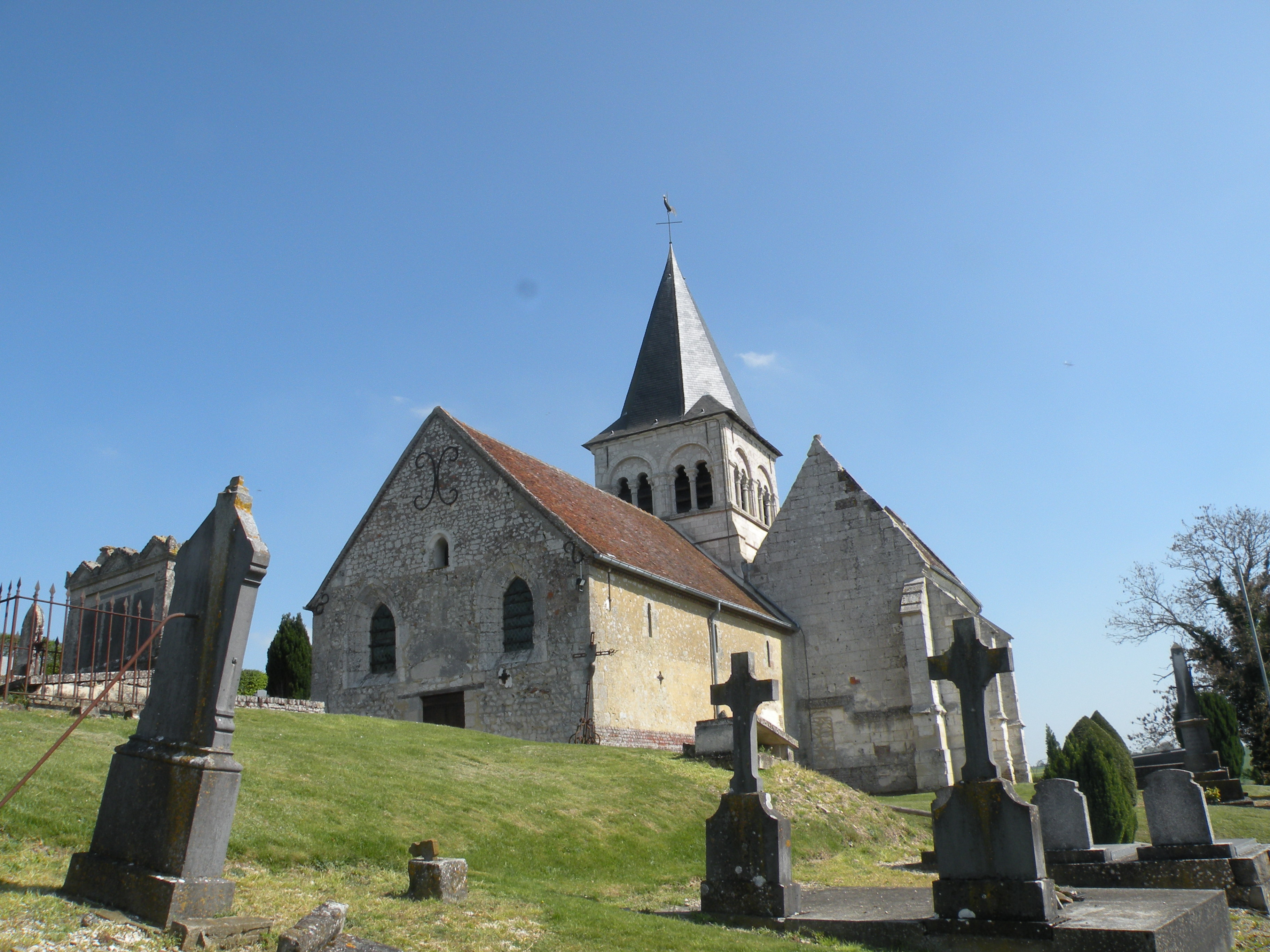
L'église Saint-Fuscien.
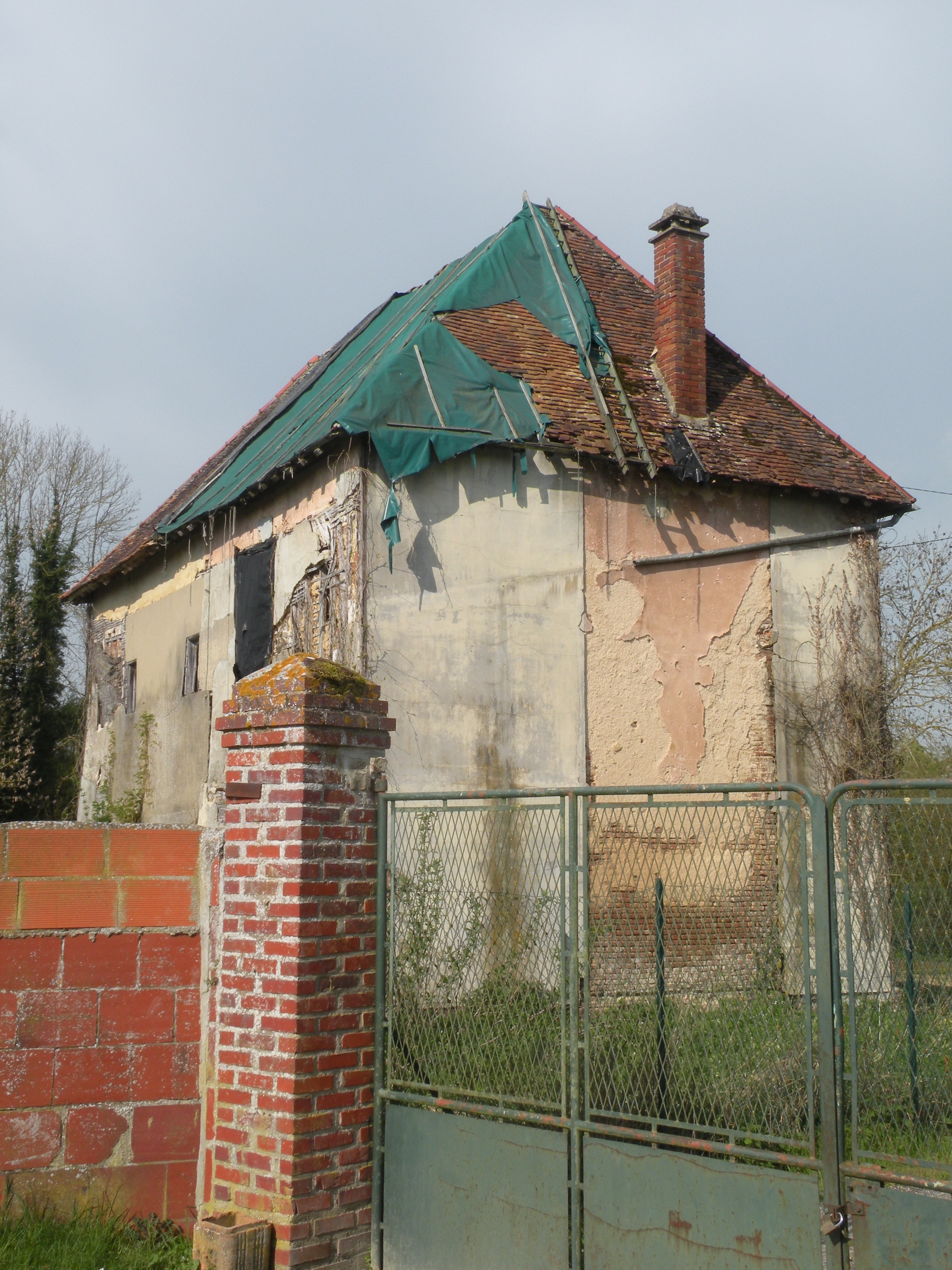
Le presbytère en 2014.
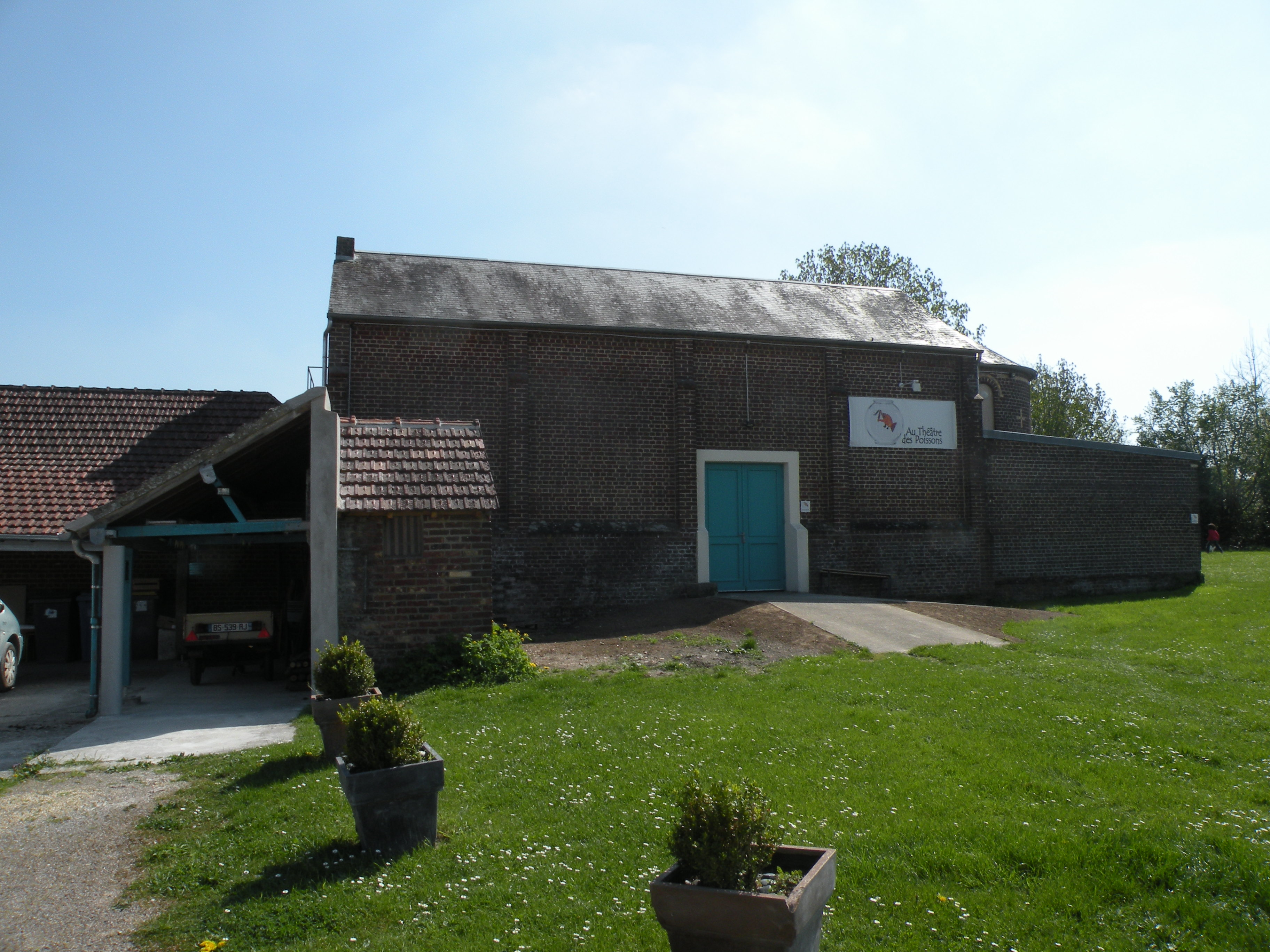
Le théâtre des Poissons.
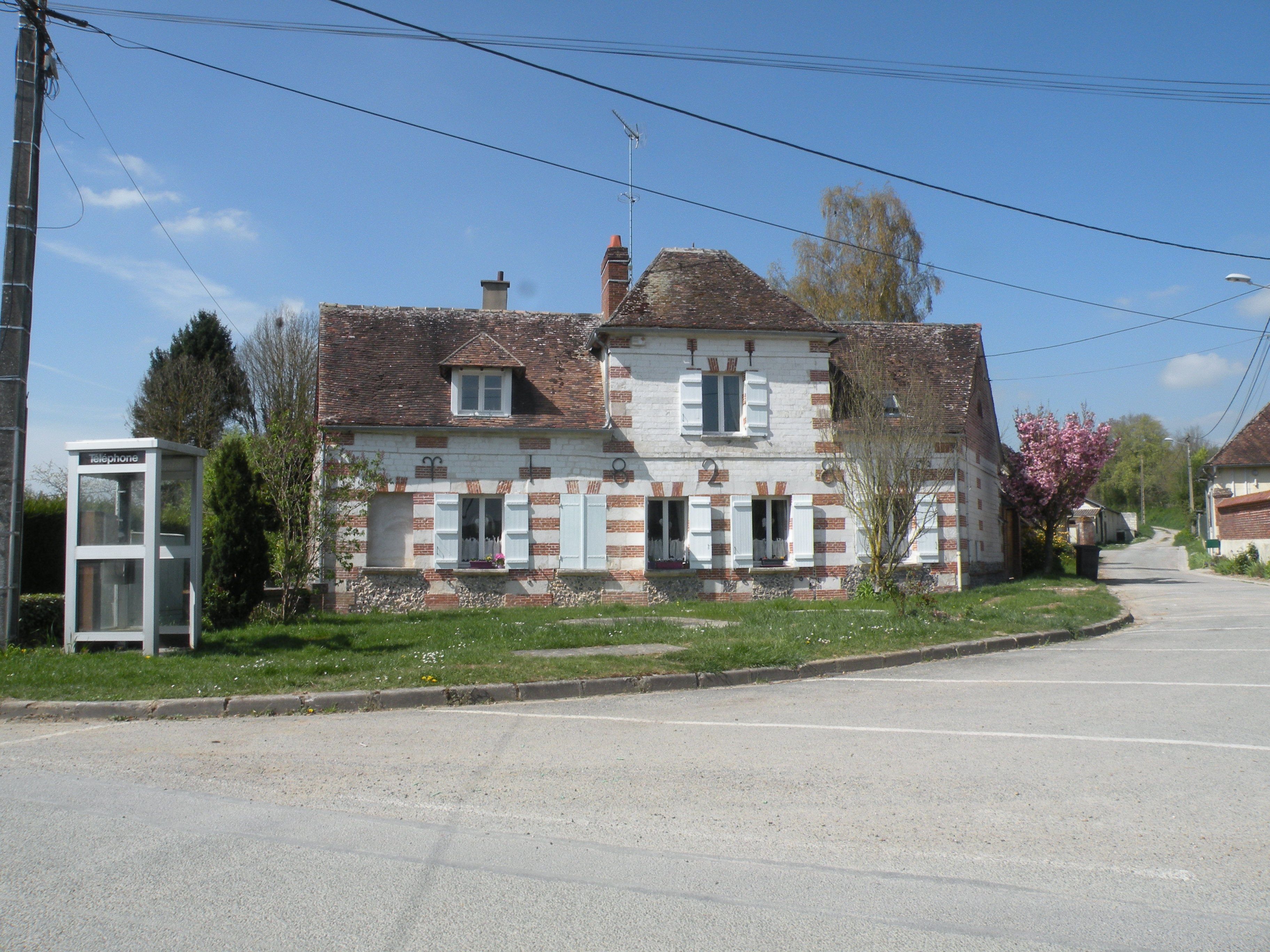
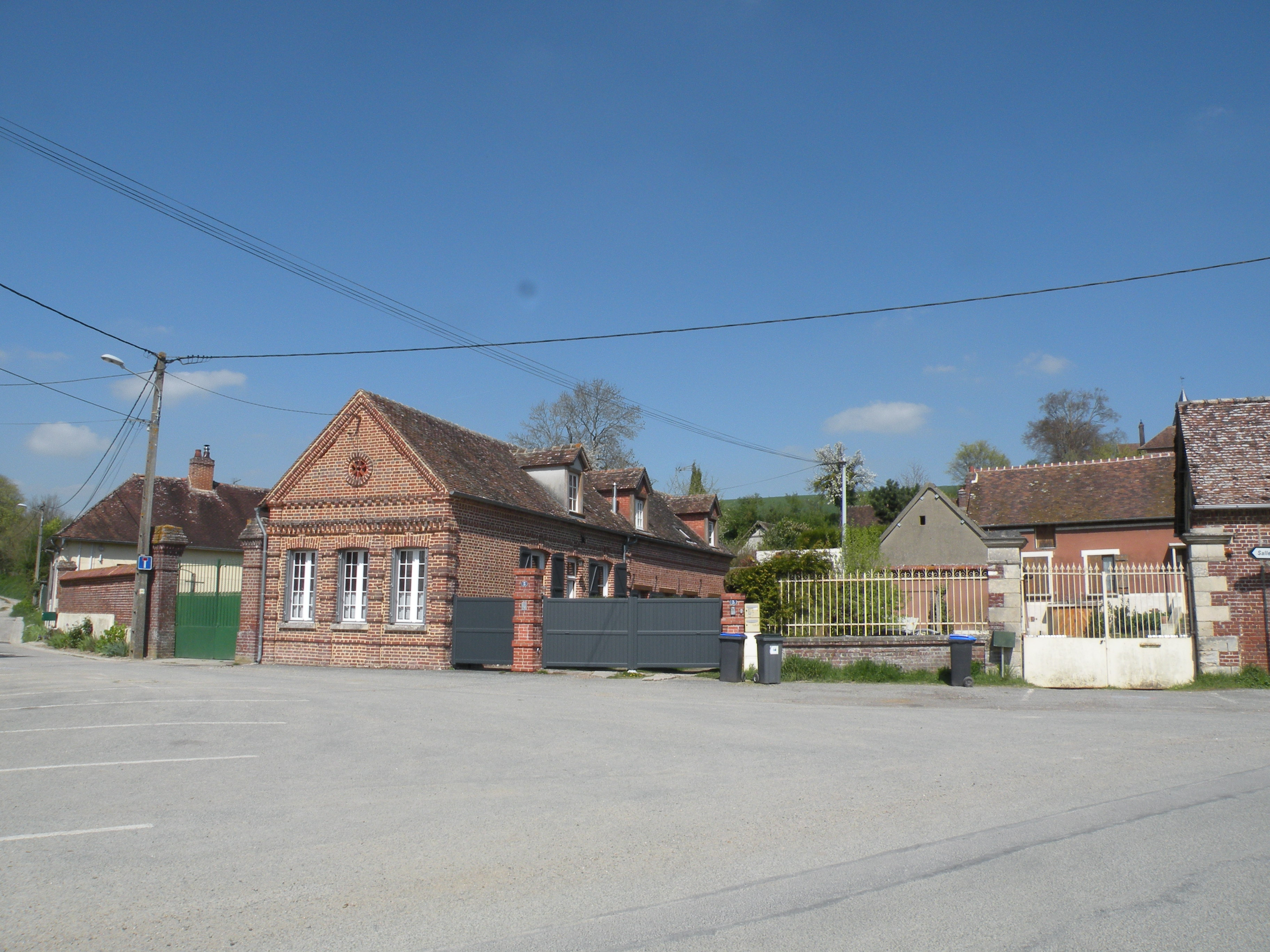
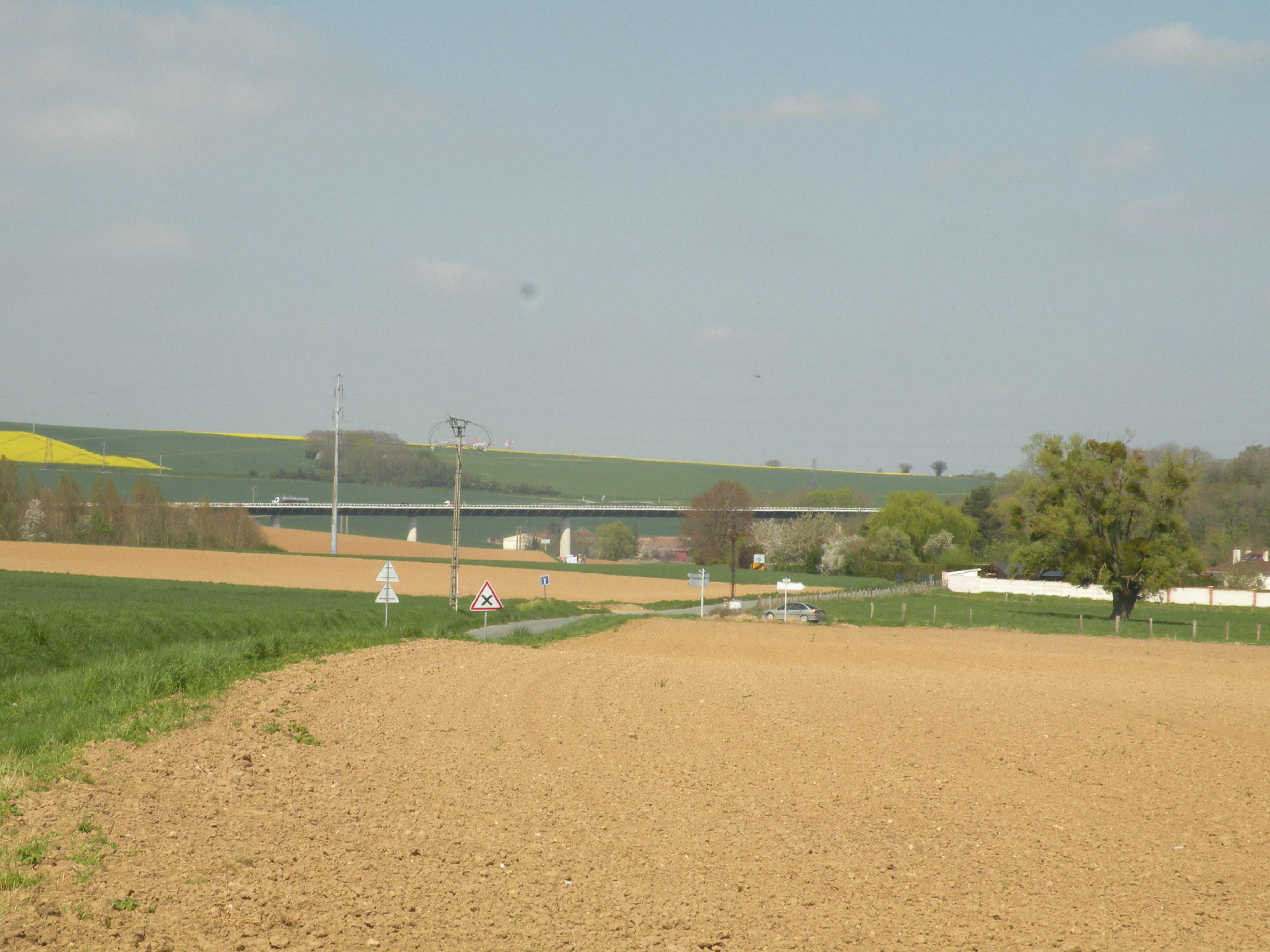
Le viaduc.